# Filagerija
Filagerija (lat. ×Philageria), dvogenetski hibridni monotipski zimzeleni rod iz porodice filezijevki (Philesiaceae). Jedini predstavnik je ×Philageria veitchii.

## Opis
Umjetni je hibrid je između filezije (Philesia magellanica) i lapagerije (Lapageria rosea). Prvi puta uzgojena je 1872. u Veitchovom rasadniku u Chelseju, i iste godine je opisana i prikazana slikom u The Gardeners’ Chronicle, p. 358. Nositelj sjemena je lapagerija, ali po po habitusu, prašnicima i boji cvijeta više sliči na lapageriju nego na fileziju.